# Койотепек (Мехико)
Койотепек (исп. Coyotepec) — город в Мексике, штат Мехико, административный центр одноимённого муниципалитета. Численность населения, по данным переписи 2010 года, составила 35 677 человек.

## История
Первое упоминание о Койотепеке датируется 1395 годом. Археологические находки показали, что на этой территории проживали различные народности: отоми, теотиуакансы, чичимеки, тольтеки и ацтеки.